# 长拳螺
长拳螺（学名：Vasum ceramicum），是新腹足目拳螺科Vasum属的一种。主要分布于马来西亚、印度尼西亚、中国大陆、台湾，常栖息在浅海珊瑚礁、岩石底、低潮线以下。